# Erkel Gyula
Erkel Gyula (Buda, 1841. július 4. – Újpest, 1909. március 22.) karmester, zeneszerző, zongoraművész, timpanista. Erkel Ferenc első gyermeke, Adler György egyházzenész unokája.

## Élete
Zenei alapképzését szüleitől kapta, majd Mosonyi Mihálynál mélyítette el 1860-ig.

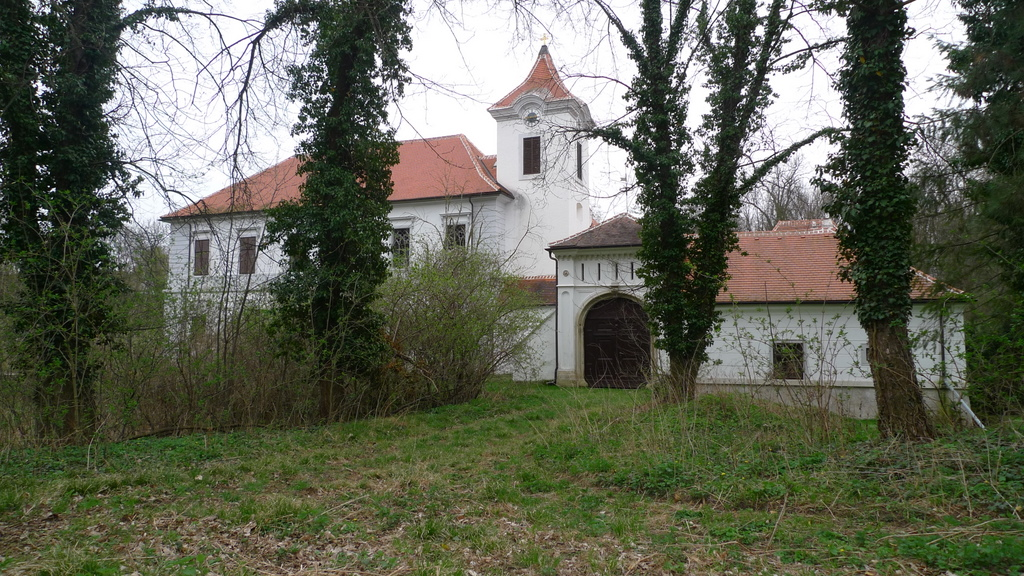
A Zichy-kastély kapuja, ahol Erkel Gyula „zenetanítóskodott”

Mivel környezetében mindenki zenész volt, nem csoda, hogy már ötévesen (!) „debütált” egy apja által vezényelt operaelőadás beugró timpanistájaként. Tizennégy éves korában már hivatalosan is a Nemzeti Színház és a Mátyás-templom zenekarának üstdobosa lett. Ettől az állástól 1861. augusztus 1-jén vált meg. Utána két évre Nikicsen Zichy Rezső grófnál lett a gyermekek zenetanítója és a grófné zongorakísérője. Ebben az időszakban többször utazott Pestre, ahol a Nemzeti Színházban operett-előadásokat vezényelt. 
A dirigálást „látásból”, még zenekari tagként sajátította el. 1863. augusztus 1-jétől lett hivatalosan is kinevezett (harmad)karmester. Ekkortól már operát is vezényelhet. Az Operaház megnyitásától (1884) már ott működött, amíg Gustav Mahler 1889. április 1-jei hatállyal nem nyugdíjazta. 1892/93-ban még négy hónapra visszatért betegeskedő Sándor testvére helyettesítésére. Alkalmanként a Nemzeti Színházba is visszatért saját népszínművei vezénylésére.
Koncertdirigensként 1864-ben debütált, a Filharmóniai Társaság 1869-ben választmányába kooptálta, de sokat működött Országos Magyar Daláregyesületben is.
1870. március 8-án feleségül vette unokahúgát, Erkel Rózát (1850–88), akitől hat gyermeke (köztük Erkel Jenő) született. Felesége halála után költözött Újpestre.
Kamaszkorától rendszeresen koncertezett zongoristaként is, de ezt fel kellett adnia egy kézsérülés miatt, viszont tanította a zongorajátékot a Zeneakadémián az 1878/79-es tanévtől 1908-ig, mikor nyugdíjazását kérte. Közben 1891-ben az Újpesti Zeneművelő Egyesület konzervatóriumának tanára, 1893-tól igazgatója lett.

## Művei
Zeneszerzői termésének zöme alkalmazott zene, ill. átdolgozás. Sok műfajban dolgozott, de legtöbb műve a színházi működéshez kapcsolódik.
Fontosabbak
- Magyar induló, d-moll
- A fertálymágnások – kísérőzene Berczik Árpád vígjátékához (bemutató: 1873)
- Álmos – kísérőzene Szigligeti Ede színművéhez (1859)
- A honvéd – zene Balázs Ferenc népszínművéhez (1861)
- Emlék Gyulára – zongorára, négy kézre (1862)
- Nagybányai emlék – zongorára (1862)
- Szécsi Mária, vagy: Murányvár ostroma – kísérőzene Szigligeti Ede színművéhez (1863)
- Téli rege – kísérőzene William Shakespeare drámájához (1865)
- Nagy négyes kar orgonakísérettel (1865)
- Macbeth – kísérőzene Shakespeare drámájához (1867)
- Szép ragyogó napfény – vegyeskar zenekari kísérettel
- Elegie funèbre d'après la Poesie de Petőfi pour pianoforte – Mosonyi Mihály halálára (1871)
- A ripacsos Pista dolmánya – zene Rákosi Jenő népszínművéhez (1874)
- István király – opera, nem tisztázott, hogy apja vagy az ő műve-e
- Ünnepi nyitány – nem tisztázott, hogy apja vagy az ő műve-e (1887)